# 716 Berkeley
A 716 Berkeley (ideiglenes jelöléssel 1911 MD) a Naprendszer kisbolygóövében található aszteroida. Johann Palisa fedezte fel 1911. július 30-án.